# Ormyrus bucharicus
Ormyrus bucharicus är en stekelart som beskrevs av Zerova 1985. Ormyrus bucharicus ingår i släktet Ormyrus och familjen kägelglanssteklar.
Artens utbredningsområde är Uzbekistan. Inga underarter finns listade i Catalogue of Life.